# Australian Open 1977 (gennaio)
L'Australian Open del gennaio 1977 è stata la 65ª edizione dell'Australian Open e ultima prova stagionale dello Slam per il 1976. Si è disputato dal 3 al 9 gennaio 1977 sui campi in erba del Kooyong Stadium di Melbourne in Australia. Il doppio misto non si è disputato.

## Partecipanti uomini

### Teste di serie
| Nazionalità | Giocatore        | Ranking | Testa di serie |
| ----------- | ---------------- | ------- | -------------- |
| Argentina   | Guillermo Vilas  | 6       | 1              |
| Stati Uniti | Roscoe Tanner    | 11      | 2              |
| Stati Uniti | Arthur Ashe      | 12      | 3              |
| Australia   | Ken Rosewall     | 13      | 4              |
| Australia   | Mark Edmondson   | 35      | 5              |
| Australia   | Ray Ruffels      | 27      | 6              |
| Stati Uniti | Dick Stockton    | 15      | 7              |
| Australia   | Dick Crealy      | 38      | 8              |
| Australia   | Phil Dent        | 37      | 9              |
| Australia   | Ross Case        | 45      | 10             |
| Stati Uniti | Tom Gorman       | 46      | 11             |
| Australia   | John Alexander   | 47      | 12             |
| Stati Uniti | Marty Riessen    | 59      | 13             |
| Australia   | Geoff Masters    | 53      | 14             |
| Australia   | Tony Roche       | 50      | 15             |
| Stati Uniti | Charlie Pasarell | 56      | 16             |

### Altri partecipanti
I seguenti giocatori sono passati dalle qualificazioni:

- Bob Carmichael
- Bill Lofgren
- Peter Campbell
- Graeme Thomson
- Warren Maher

## Risultati

### Singolare maschile
Roscoe Tanner ha battuto in finale  Guillermo Vilas con il punteggio di 6–3, 6–3, 6–3

### Singolare femminile
Kerry Melville Reid ha battuto in finale  Dianne Fromholtz Balestrat con il punteggio di 7–5, 6–2

### Doppio maschile
Arthur Ashe /  Tony Roche hanno battuto in finale  Charlie Pasarell /  Erik Van Dillen con il punteggio di 6–4, 6–4

### Doppio femminile
Dianne Fromholtz Balestrat /  Helen Gourlay Cawley hanno battuto in finale  Kerry Melville Reid /  Betsy Nagelsen per 5–7, 6–1, 7–5.

### Doppio misto
Il doppio misto non è stato disputato tra il 1970 e il 1985.

## Junior

### Singolare ragazzi
Ray Kelly

### Singolare ragazze
Amanda Tobin

### Doppio ragazzi
Torneo iniziato nel 1981

### Doppio ragazze
Torneo iniziato nel 1981